# El avaro

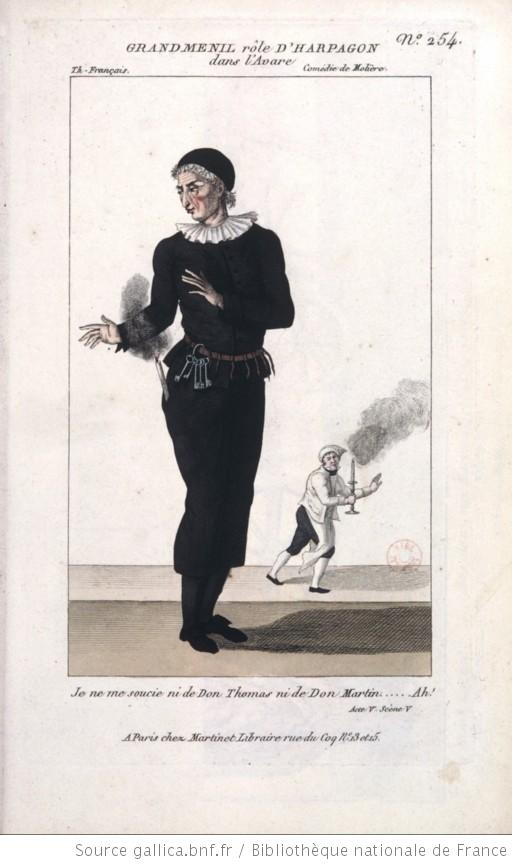
El actor Grand-Ménil en el papel de Harpagón (1790).

El avaro (L'Avare) es una comedia en prosa en cinco actos de Molière. Se estrenó en el Teatro del Palais-Royal de París, el 9 de septiembre de 1668. El tema está inspirado en La olla, de Plauto, cuyo  protagonista ha cambiado su antiguo nombre de Cornelio por Tulio. El tema central es "la avaricia extrema que tiene el personaje de Harpagón".
Harpagón es un nombre adaptado del griego ἁρπάγη, que significa gancho o garfio (ἁρπάγη < ἁρπάζω = agarrar). Él está obsesionado con la riqueza que ha acumulado y siempre dispuesto a ahorrar gastos. Ahora viudo, tiene un hijo, Cléante, y una hija, Élise. Aunque tiene más de sesenta años, está intentando arreglar un matrimonio entre él y una joven atractiva, Mariane. Sin embargo, ella y Cléante ya están dedicados el uno al otro, y el hijo intenta obtener un préstamo para ayudarla a ella y a su madre enferma, que están empobrecidas. 
Élise, la hija de Harpagón, es la amada de Valère, pero su padre espera casarla con un hombre rico de su elección. Mientras tanto, Valère ha aceptado un trabajo como mayordomo en la casa de Harpagón para estar cerca de Élise. Las complicaciones solo se resuelven al final con el descubrimiento bastante convencional de que ciertos personajes principales son parientes perdidos de hace mucho tiempo.